# Vụ tấn công xe buýt Volnovakha
Vụ tấn công xe buýt Volnovakha là một cuộc tấn công vào trạm kiểm soát đường cao tốc gần làng Buhas bên ngoài đô thị Volnovakha ở Tỉnh Donetsk, Ukraina vào ngày 13 tháng 1 năm 2015. Nó đã dẫn đến cái chết của 12 hành khách của một chiếc xe buýt liên tỉnh và làm 18 người khác bị thương khu vực. Vụ tấn công là tổn thất lớn nhất trong cuộc sống kể từ khi ký Nghị định thư Minsk vào tháng 9 năm 2014, nhằm ngăn chặn cuộc chiến đang diễn ra ở Donbas. Vụ việc đã được cả chính quyền Ukraina cũng như phiến quân coi là "hành động khủng bố". cũng như những kẻ nổi loạn.
Ban đầu, phe ly khai nhận trách nhiệm về vụ việc này, mà họ nghĩ là đã phá hủy thành công rào cản của Ukraina. Sau khi thông tin về xe buýt dân sự đưa tin, họ phủ nhận có "khả năng kỹ thuật" để bao trùm khu vực đó. Nhiệm vụ giám sát đặc biệt của OSCE kiểm tra nơi xảy ra sự cố được đánh giá từ nghiên cứu của họ về năm miệng hố mà chúng được gây ra bởi "tên lửa bắn từ hướng bắc-đông bắc".
Trạm kiểm soát có tên "Buhas" nằm trên đường cao tốc H20 ở ngã tư với một con đường khác tiếp cận thành phố Volnovakha. Bên cạnh Buhas và Volnovakha, còn có một ngôi làng Blyzhnie.